# 킴니르바나호 침몰사고
킴니르바나호 침몰사고(영어: sinking of the kim nirvana B)는 2015년 7월 2일 오후 12시 50분에 여객선 킴니르바나 호가 풍랑을 만나 전복된 사고이다. 이 배는 서부 오르모크에서 카모테스섬으로 가는 중에 풍랑을 만나 전복 되었으며 220명이 배에 타고 있었다. 추후에 대량 살인 혐의로 선주와 승무원,선장을 포함한 17명이 기소 되었다.

## 원인
원인은 세월호 참사와 같은 과적으로 보인다.

## 같이 보기
- 세월호 침몰 사고
- 서해페리호 침몰 사고
- 둥팡즈싱 호 침몰 사고